# 龔錡
龔錡（1398年—？），字台鼎，一字良器，福建建安人，明朝政治人物、榜眼。

## 生平
宣德元年（1426年）鄉試中舉。宣德五年（1430年），登庚戌科進士一甲第二名（榜眼），授翰林院編修。之後因事連坐被貶為民。正統年間，邓茂七率眾民變，龔錡应募为官军做向导，行至高阳里被民軍殺害。

## 著作
著有《蒙斋集》等。